# Phaea carnelia
Phaea carnelia är en skalbaggsart som beskrevs av Chemsak och Linsley 1988. Phaea carnelia ingår i släktet Phaea och familjen långhorningar. Inga underarter finns listade i Catalogue of Life.